# Jan Gruszczyński
Jan Gruszczyński (Sieradz, 1405 - 1473, Krakau) was de 36e bisschop van Krakau, bisschop van Włocławek en aartsbisschop van Gniezno.

## Biografie
Jan Gruszczyński, zoon van Jan Sieradzki van Gruszczyce en Margaret van Naramowice, was een telg van de Poolse heraldische clan Poraj. Hij studeerde tussen 1431 tot 1440 aan de Jagiellonische Universiteit en werkte in diezelfde periode in de kanselarij van de Poolse Kroon.
Jan Gruszczyński vocht in 1444 samen met Wladislaus van Varna in de Slag bij Varna en stond bekend als een royalist. Gruszczyński's benoeming als bisschop van Włocławek in 1450 was een vroege politieke overwinning voor Casimir IV van Polen. Jan Gruszczyński verving in 1454 Jan Taszka van Koniecpola als kanselier van de koning.
Toen de bisschop van Krakau Tomasz Strzępiński in 1460 overleed barstte een politieke strijd los rondom zijn bisschopsambt. Hij had in het geheim namelijk zijn ambt aan Jakub van Sienno toegezegd, waarna de laatstgenoemde naar Rome vertrok om toestemming van Paus Pius II te krijgen. De paus benoemde hem op 14 november 1460 als de opvolger van Strzępiński. Jakub keerde naar Polen terug met het pauselijk bevel, barricadeerde zich op 31 mei 1461 in zijn kasteel in Pińczów en bleef volhouden dat de bisschopsambt aan hem toekwam. Hij werd daarin gesteund door de machtige families Teczynski, Melsztyn en Olesnicki. Koning Casimir IV van Polen had zijn eigen kandidaat (namelijk zijn kanselier Jan Gruszczyński) voor ogen en weigerde deze pauselijke nominatie te accepteren. Het conflict met de koning laaide op toen de koning het bevel gaf om het kasteel in Pińczów te belegeren en alle huizen in Krakau van voorstanders van Sienno te plunderen. Toen de paus dreigde om de koning te excommuniceren, verbande Casimir IV de pauselijk benoemde bisschop. Een pauselijk gezant werd naar Polen gestuurd om een oplossing in deze kwestie te vinden, maar de Paus trok al op 16 januari 1462 zijn nominatie terug. Beweegredenen hiervoor zijn te vinden in de feit dat de koning gesteund werd door de Poolse aartsbisschop en bisschoppen. Jakub van Sienna deed in januari 1463 tijdens de Sejm in Piotrków Trybunalski afstand van zijn bisschopsambt en Jan Gruszczyński werd dat jaar aangesteld als bisschop van Krakau. Hierdoor kreeg de koning nog meer politieke macht. Na één jaar als bisschop van Krakau werd Gruszczyński al benoemd tot aartsbisschop van Gniezno.
Jan Gruszczyński overleed plotseling op 9 oktober 1473 in Krakau en werd in de Basiliek van Gniezno begraven. Zijn stoffelijke overschot is later naar de familiekerk in Iwanowice overgebracht.

## Galerij

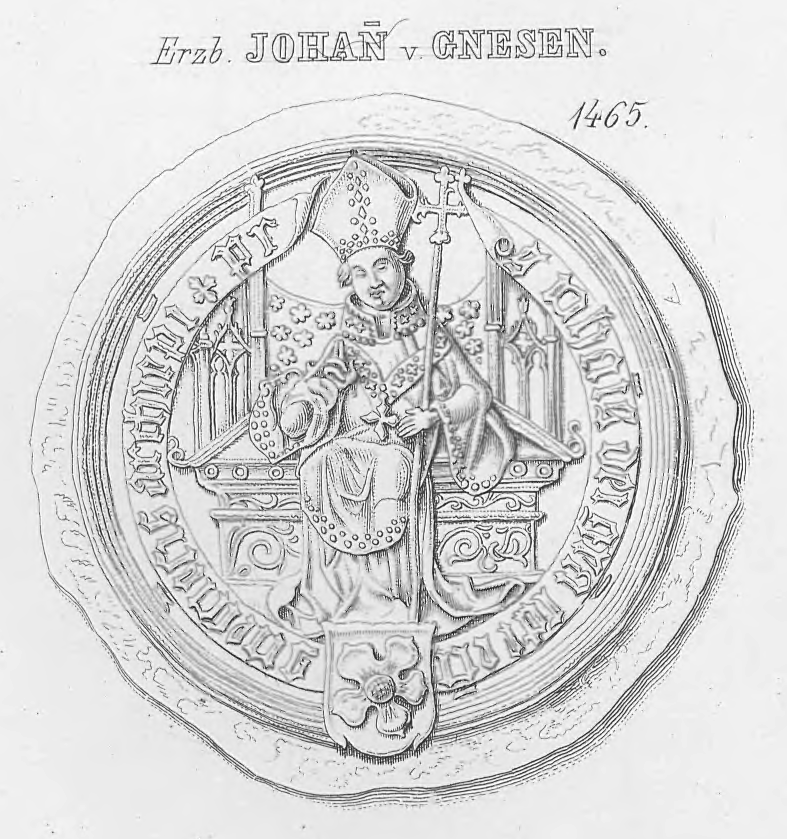
Zegel van de aartsbisschop

- Gemeinsame Normdatei: 107898543X
- Virtual International Authority File: 35144814243592717538